# Hans Ulrik Nørgaard-Nielsen
| 4444 Escher | 16 settembre 1985 |

Hans Ulrik Nørgaard-Nielsen (... – 3 settembre 2021) è stato un astronomo danese.
È ricercatore all'Università Tecnica di Danimarca. Ha contribuito alla progettazione della strumentazione della sonda Planck Surveyor.
Il Minor Planet Center gli accredita la scoperta di due asteroidi, effettuate tra il 1985 e il 1987, di cui una in collaborazione con Per Rex Christensen e Leif Hansen.